# Panská Lhota
Panská Lhota (německy Herrenried) je částí města Brtnice nacházející se v okrese Jihlava v Kraji Vysočina. K vesnici patří hrad Rokštejn.

## Název
Název se vyvíjel od varianty Legota (1234), Lhota (1371, 1528), Oehlhütten (1718), Lhota (1720), Ohlhutten a Lhota (1751), Lhota (1846), Lhotta a Lhota (1872) až podobám Herrn Lhota a Panská Lhota v roce 1885. Přívlastek panská odkazuje na to, že ves patřila pánům brtnického panství. Slovo lhota znamenalo osadu založenou většinou na lesní půdě a do jisté lhůty osvobozenou od všech feudálních dávek a povinností.

## Historie
První písemná zmínka pochází z roku 1234.
V letech 1869–1950 sem příslušela vesnice Dolní Smrčné. V letech 1869–1988 k Panské Lhotě patřila osada Malé. 1. ledna 1989 se stala místní částí Brtnice.

## Přírodní poměry
Panská Lhota leží v okrese Jihlava v Kraji Vysočina. Nachází se 3 km jižně od Přímělkova, 2 km západně od Dolního Smrčného, 5 km severovýchodně od Brtnice a 2 km východně od Malého. Geomorfologicky je oblast součástí Česko-moravské subprovincie, konkrétně Křižanovské vrchoviny a jejího podcelku Brtnická vrchovina, v jehož rámci spadá pod geomorfologický okrsek Puklická pahorkatina. Nadmořská výška kolísá mezi 507 a 525 metry. Nejvyšší bod, Strážnice (606 m n. m.), leží jižně od Panské Lhoty. V severovýchodní části stojí vrch Pavlice (551 m). Vsí protéká bezejmenný potok, který se u Dolního Smrčného vlévá do řeky Jihlavy, severní hranici katastru tvoří řeka Brtnice. Na západním okraji Panské Lhoty se nachází Nový rybník. Část území přírodní rezervace Údolí Brtnice zasahuje i do katastru Panské Lhoty.

## Obyvatelstvo
Podle sčítání 1930 zde žilo v 57 domech 304 obyvatel. 300 obyvatel se hlásilo k československé národnosti. Žilo zde 303 římských katolíků.
| Rok            | 1869 | 1880 | 1890 | 1900 | 1910 | 1921 | 1930 | 1950 | 1961 | 1970 | 1980 | 1991 | 2001 | 2011 |
| -------------- | ---- | ---- | ---- | ---- | ---- | ---- | ---- | ---- | ---- | ---- | ---- | ---- | ---- | ---- |
| Počet obyvatel | 305  | 335  | 311  | 296  | 312  | 313  | 304  | 254  | 259  | 239  | 243  | 225  | 229  | 217  |

## Katastrální území
Katastrální území Panské Lhoty má výměru 9,43 km² a kromě Panské Lhoty se na něm nachází ještě místní část Malé.

## Hospodářství a doprava
Obcí prochází silnice III. třídy č. 4033. Dopravní obslužnost zajišťuje dopravce ICOM transport. Autobusy jezdí ve směrech Jihlava, Brtnice a Dolní Smrčné. Obcí prochází cyklistické trasy Jihlava–Raabs z Přímělkova do Dolního Smrčného a č. 162 ze Střížova do Dolního Smrčného a zeleně značená turistická trasa.

## Školství, kultura a sport
Zdejší děti dojíždění do základní školy v Brtnici. Pobočku tu má Městská knihovna v Brtnici. Působí zde Sbor dobrovolných hasičů Panská Lhota.

## Pamětihodnosti
- Kostel sv. Antonína Paduánského z r. 1841
- Kaplička
- Zřícenina hradu Rokštejn (vzdálenost 1,5 km)